# 川北禎一
川北 禎一（かわきた ていいち、1896年7月9日 - 1981年6月9日）は、日本の銀行家。日本銀行副総裁、日本興業銀行頭取を務めた。

## 経歴
島根県大田市出身。
大阪府立天王寺高等学校を卒業。
1922年に東京帝国大学法学部法科を卒業し、同年に日本銀行に入行。
1947年5月に副総裁に就任。
1949年6月には日本興業銀行総裁に就任。
1950年4月に民間銀行に転換した後は頭取に就任し、1961年11月までに務めた。
1955年4月から1965年2月までに文化財保護委員を務め、日本自然保護協会会長なども歴任。
1966年11月に勲一等瑞宝章を受章。
1981年6月9日、心筋梗塞のために死去。84歳没。